# Roundhouse
La Roundhouse (Rotonde) est une salle de concert et de spectacle située dans l'ancien dépôt de locomotives classé monument historique à Chalk Farm, à Londres, en Angleterre.

## Histoire
Il a été construit en 1847 par la London and North Western Railway sous la forme d'une rotonde, un bâtiment circulaire contenant une plaque tournante ferroviaire, mais elle n'a été utilisée à cette fin que pendant une dizaine d'années. Après avoir été utilisé comme entrepôt pour plusieurs années, le bâtiment est tombé en désuétude, juste avant la Seconde Guerre mondiale. Il est classé monument historique en 1954.
Il a rouvert vingt-cinq ans plus tard, en 1964, comme lieu de spectacle vivant, lorsque l'auteur Arnold Wesker fonde la Compagnie théâtrale Centre 42 et transforme le bâtiment en théâtre.
Cette grande structure circulaire a accueilli divers événements, tels que le lancement de la revue underground International Times en 1966 ; une des deux seules apparitions des Doors avec Jim Morrison au Royaume-Uni en 1968 et le Greasy Truckers Party (en) en 1972.
Le Greater London Council a cédé le contrôle de la construction au Conseil d'arrondissement de Camden en 1983. Le Centre 42 est alors à court de fonds et le bâtiment est resté inutilisé jusqu'à ce qu'un homme d'affaires local l'achète en 1996 et que de nouveaux spectacles y soient organisés. Il est de nouveau fermé en 2004 pour des travaux de réaménagement d'un montant de plusieurs millions de livres. Le 1er juin 2006, le spectacle argentin Fuerza Bruta est joué dans la nouvelle Rotonde.

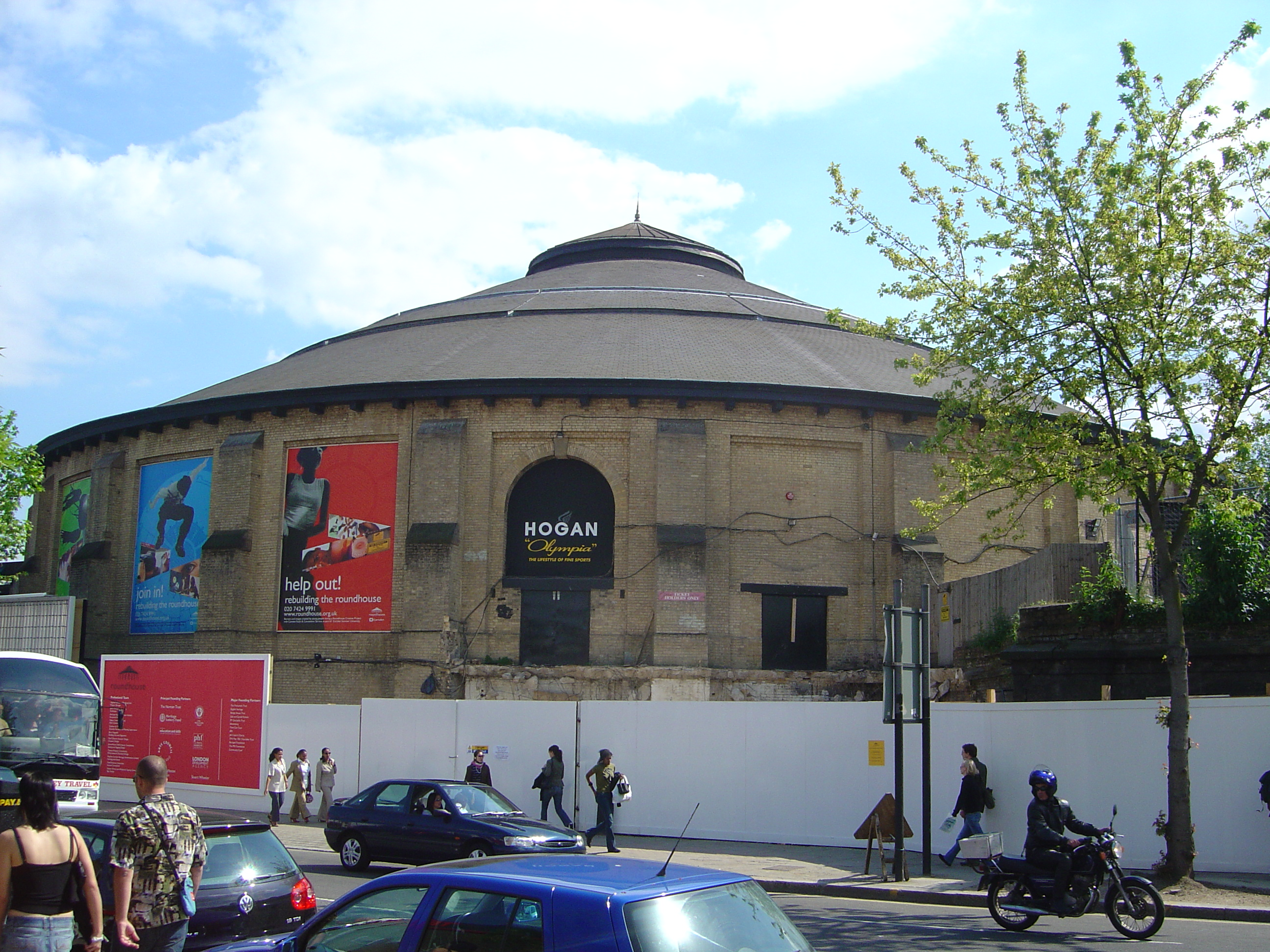
La Rotonde lors de travaux de rénovation en 2005

Depuis 2006, la Rotonde a accueilli la BBC Radio 2 Electric Proms (en) et de nombreux iTunes Festivals, ainsi que des cérémonies de remise de prix tels que le BT Digital Music Awards et le Vodafone Live Music Awards.
En 2009, Bob Dylan y donne un concert, et iTunes promeut un iTunes Festival dans cette salle. La compagnie contemporaine de cirque Nofit State Circus (en) y joue Tabu, au cours de laquelle les spectateurs sont encouragés à se déplacer autour de l'espace de la performance.

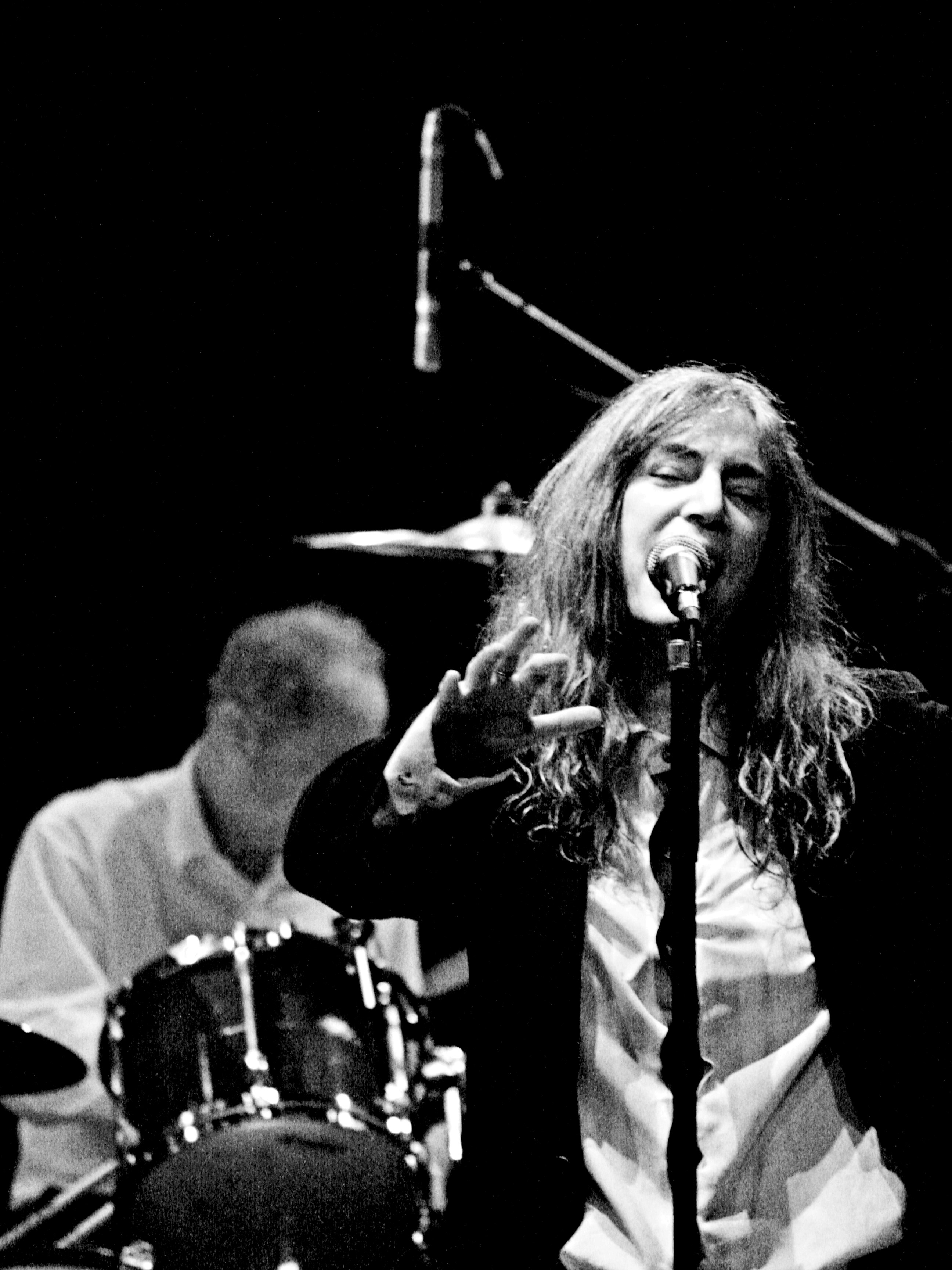
Patti Smith en spectacle lors de la Rotonde, le 17 Mai 2007

## Album
- Erasure - Tomorrow's World Tour (Live at the Roundhouse) (2011).